# Vtoraja popytka Viktora Krochina
Vtoraja popytka Viktora Krochina (Вторая попытка Виктора Крохина) è un film del 1977 diretto da Igor' Alekseevič Šešukov.

## Trama
Come molti bambini del dopoguerra, Vit'ka è cresciuto senza un padre. La mamma lavorava molto e il ragazzo è stato allevato per strada. Lì ha imparato a combattere e la testardaggine e la forza dei suoi pugni lo hanno portato sul ring. E presto lo street boy diventa il campione europeo di boxe.